# A Ilha do Dr. Moreau (1996)
A Ilha do Dr. Moreau (No original: The Island of Dr. Moreau) é um filme de ficção científica de terror de 1996, a terceira adaptação cinematográfica do romance de 1896, The Island of Dr. Moreau, do escritor H. G. Wells, filmada primeiramente no filme A Ilha das Almas Selvagens em 1932 e em uma outra adaptação A Ilha do Dr. Moreau em 1977. O filme foi dirigido por John Frankenheimer (que foi trazido meia semana após o início das filmagens) e estrelado por Marlon Brando, Val Kilmer, David Thewlis e Fairuza Balk. O roteiro é creditado ao diretor original Richard Stanley e Ron Hutchinson.
A produção foi notoriamente difícil, marcada por problemas com o elenco, condições climáticas adversas e um orçamento vertiginoso. Bruce Willis foi originalmente contratado para interpretar Edward Prendick, mas supostamente desistiu ao iniciar o processo de divórcio de sua esposa na época Demi Moore. Willis foi substituído por Val Kilmer, que tornou sua disponibilidade limitada, e mais tarde teve problemas de raiva com a maior parte do elenco, depois de receber também papéis de divórcio no set. Em seguida, o ator Rob Morrow saiu por causa de reescritas. Além disso, o papel de Marlon Brando como Dr. Moreau deveria ser ampliado, mas depois qua sua filha, Cheyenne, tirou a própria vida, ele se retirou para sua ilha particular, deixando a produção do filme no limbo, sem saber quando ou mesmo se ele apareceria. Brando também não queria aprender suas falas, então as solicitou através de um fone de ouvido. Finalmente, o diretor original Richard Stanley, foi demitido pela New Line Cinema depois que surgiram problemas durante a produção, com John Frankenheimer sendo trazido para substituí-lo. O filme recebeu críticas negativas e foi considerado um fracasso nas bilheterias.
Em 2014, foi lançado um documentário chamado Lost Soul: The Doomed Journey of Richard Stanley's Island of Dr. Moreau, que cobre as experiências de Richard Stanley enquanto ele concebia e desenvolvia o projeto, bem como seu tempo como diretor do filme e as consequências de sua partida e o efeito que teve no elenco, na equipe e no filme em geral.

## Sinopse
Filme baseado na obra de H. G. Wells. Sobrevivente de acidente aéreo no Mar de Java acaba em uma ilha, onde um famoso geneticista (Marlon Brando) vencedor do prêmio Nobel, faz experiências com o DNA, na tentativa de aperfeiçoar geneticamente os seres humanos, acabou criando uma raça de bestas, meio-homem, meio-animais.

## Elenco
- Marlon Brando como Dr. Moreau, um cientista louco que criou o Beast Folk.
- Val Kilmer como Dr. Montgomery, um ex-neurocirurgião que é veterinário na ilha do Dr. Moreau.
- David Thewlis como Edward Douglas, um agente da ONU que é deixado para morrer no meio do oceano e vem para a ilha.
- Fairuza Balk como Aissa, uma bela híbrida de gato e "filha" de Moreau, que parece mais humana que os outros híbridos.
- Daniel Rigney como Hyena-Swine, um híbrido cruel de hiena e porco.
- Temuera Morrison como Azazello, um híbrido tipo cachorro e o "filho" de Moreau, designado para encontrar os híbridos.
- Nelson de la Rosa como Majai, uma versão em miniatura do Dr. Moreau que não fala.
- Peter Elliott as Assassimon, um híbrido de babuíno que é o único híbrido de primatas e o Homem dos Cinco Dedos. Vocais fornecidos por um Frank Welker não creditado.
- Mark Dacascos como Lo-Mai, um híbrido de leopardo, que é acusado de violar as leis (sugar a água de um riacho, andar de quatro e comer carne).
- Ron Perlman como Sayer of the Law, um híbrido de cabra cego que é a figura de padre entre os híbridos.
- Marco Hofschneider como M'Ling
- Miguel López como Waggdi
- William Hootkins como Kiril

## Produção

### Elenco
Conforme relatado no documentário de David Gregory, Lost Soul: The Doomed Journey of Richard Stanley's Island of Dr. Moreau (2014), os eventos caóticos da produção do filme rapidamente levaram a se tornar uma das produções mais difíceis e problemáticas da história de Hollywood. Uma versão cinematográfica do Dr. Moreau tinha sido um sonho de longa data do diretor original Richard Stanley, que havia lido o livro pela primeira vez quando criança. Ele passou quatro anos desenvolvendo o projeto antes de receber a luz verde da New Line Cinema. Embora Stanley visse Jürgen Prochnow no papel principal, a New Line conseguiu garantir Marlon Brando, mas algum tempo depois, Stanley soube que a New Line havia o traído pelas costas e oferecido o filme ao diretor Roman Polanski. Furioso, Stanley exigiu uma reunião com Brando, que inesperadamente se mostrou muito solidário com a visão de Stanley, principalmente por causa da compreensão íntima de Stanley do romance e de sua história - incluindo suas conexões com Heart of Darkness de Joseph Conrad (a principal inspiração para Apocalypse Now de Francis Ford Coppola) - e por causa da relação familiar de Stanley com o lendário explorador africano Henry Morton Stanley, uma das principais inspirações para o personagem principal de Conrad, Kurtz. Segundo Stanley, Brando ainda era fascinado por Kurtz mais de quinze anos depois de ter interpretado uma versão do personagem no filme de Coppola.
Com Brando apoiando-o, Stanley foi confirmado como diretor, e ele também conseguiu recrutar mais duas grandes estrelas: Bruce Willis como Edward Prendick, um negociador da ONU que lavava a ilha de Moreau após o acidente de avião e James Woods como Montgomery, Moreau. assistente chefe. Impulsionado por esses desenvolvimentos, Stanley entusiasticamente iniciou a pré-produção, colaborando com o criador de efeitos especiais Stan Winston na criação de maquiagem e figurinos para as criaturas híbridas de Moreau, e preparando o local e os cenários. No entanto, à medida que o tempo para a filmagem principal se aproximava, os problemas começaram a se multiplicar: Bruce Willis desistiu do filme (Stanley diz em Lost Soul que o ator estava se divorciando de sua esposa, Demi Moore, na época, mas o casal não anunciou sua separação até o verão de 1998, com o divórcio finalizado dois anos depois) e foi substituído por Val Kilmer, que, para consternação de Stanley, exigiu uma redução de 40% no o número de dias que ele foi solicitado no set. Stanley resolveu esse problema quando teve a ideia de mudar Kilmer do protagonista para o papel coadjuvante de Montgomery, que tinha muito menos tempo na tela. No entanto, isso significava que James Woods teve que sair da produção. A New Line recrutou apressadamente o ex-astro de Northern Exposure, Rob Morrow, para o papel principal. Outro revés significativo ocorreu pouco antes do início das filmagens, a filha de Brando, Cheyenne, tirou sua vida - a estrela devastada recuou para sua ilha particular, deixando Stanley e seus produtores no limbo, sem saber quando ou mesmo se ele apareceria.

## Filmagem

### Stanley como diretor
O local escolhido para o filme foi a floresta tropical em Cairns, na Região Norte de Queensland, na Austrália. As tensões entre Stanley e New Line haviam crescido durante a pré-produção, em parte por causa da natureza peculiar e insular de Stanley, e sua evidente falta de vontade de participar de reuniões de estúdio, mas chegaram a um ponto de crise nos primeiros dias de filmagem. A vulnerabilidade de Stanley à pressão do estúdio foi exacerbada pela contínua ausência de seu principal aliado, Brando, mas o maior problema provou ser o notório comportamento no set de Kilmer, que supostamente chegou dois dias atrasado.
Mais tarde, Kilmer atribuiu seu comportamento desagradável ao fato de que, assim que as filmagens começaram, ele descobriu em uma reportagem na televisão que estava sendo processado por divórcio por sua esposa de sete anos, Joanne Whalley. Quaisquer que sejam suas razões, muitos do elenco e da equipe testemunharam o bullying de Kilmer e sua maneira sempre hostil e obstrutiva durante os primeiros dias de filmagem. Ele não entregaria o diálogo conforme o roteiro e criticou repetidamente as ideias de Stanley; a pouca filmagem filmada foi considerada inutilizável.
O estúdio parece ter culpado o diretor por não colocar Kilmer sob controle, mas outro fator significativo foi a súbita partida do co-ator Rob Morrow no segundo dia de filmagem. Com o local sendo atingido pelo mau tempo que havia parado temporariamente as filmagens, Morrow se viu incapaz de suportar a tensão e a hostilidade no set por mais tempo. Por isso, telefonou para o presidente da New Line, Rob Shaye, em Hollywood, e implorou em lágrimas que fosse liberado. Shaye concordou.
Após um terceiro dia de filmagem, após consultas de emergência com seus executivos, a New Line demitiu Stanley abruptamente por fax. O diretor sitiado reagiu com raiva, destruindo documentos em vingança e desaparecendo depois de ser entregue no aeroporto para o voo de volta a Hollywood. As razões para a demissão de Stanley não foram esclarecidas, e espalharam-se rumores falsos sobre seu comportamento supostamente errático, mas as principais razões parecem ter sido sua falta de vontade em lidar com executivos de estúdio e, especialmente, seus problemas ao lidar com Kilmer, cuja reputação já bem estabelecida de ser "difícil" logo seria consagrada na tradição do cinema graças a este filme.
Stanley recebeu sua taxa integral, desde que ele deixasse a produção em silêncio e não falasse sobre sua demissão, então seu desaparecimento causou consternação na New Line, que temia que ele tentasse sabotar as filmagens. Sua remoção também previsivelmente enviou ondas de choque através do elenco e da equipe. A protagonista feminina Fairuza Balk saiu do set após uma discussão acalorada com os executivos da New Line, e depois mandou um assistente de produção levá-la de Cairns a Sydney - uma distância de 2,500 km - em uma limusine alugada. No entanto, por sua própria conta, o agente de Balk a alertou em termos contundentes de que o estúdio a arruinaria e que ela nunca mais trabalharia em filmes se rompesse o contrato, logo foi forçada a voltar ao set.

### Frankenheimer como diretor
Com um orçamento agora próximo a US$70 milhões e um possível desastre, a New Line contratou o diretor veterano John Frankenheimer. Ele entrou em parte porque - como praticamente todos os membros do elenco e da equipe - ele queria a oportunidade de trabalhar com o lendário Brando, mas também usou o desespero do estúdio em seu proveito, exigindo com sucesso uma alta taxa e contrato de três filmes em troca de seus serviços. Conhecido como um dos últimos diretores de Hollywood do "estilo antigo", a abordagem ditatorial e severa de Frankenheimer era radicalmente diferente da de Stanley e logo alienou muitos do elenco e da equipe. Ele e Brando decidiram ter o roteiro então atual de Richard Stanley, Michael Herr e Walon Green reescrito pelo colaborador anterior de Frankenheimer, Ron Hutchinson. Frankenheimer também precisava encontrar um novo ator para substituir Rob Morrow e contratou David Thewlis para interpretar Douglas. Toda a produção foi encerrada por uma semana e meia, enquanto essas mudanças foram implementadas.
No entanto, depois que as filmagens foram retomadas, os problemas continuaram e aumentaram. Brando costumava passar horas em seu trailer com ar-condicionado, quando deveria estar na câmera, enquanto atores e figurantes flutuavam no calor tropical com maquiagem completa e roupas pesadas. A antipatia entre Brando e Kilmer rapidamente se transformou em hostilidade aberta e, em uma ocasião, conforme relatado em Lost Soul, isso resultou no elenco e na equipe esperando por horas, com cada ator se recusando a sair de seu respectivo trailer antes do outro. Novas páginas foram entregues apenas alguns dias antes de serem filmadas. Frankenheimer e Kilmer tiveram uma discussão no set, que supostamente ficou tão acalorada, Frankenheimer afirmou depois: "Não gosto de Val Kilmer, não gosto da ética de trabalho dele e nunca mais quero me associar a ele".
Segundo Thewlis, "todos nós tínhamos idéias diferentes de onde deveria ir. Até acabei improvisando algumas das cenas principais com Marlon". Thewlis reescreveu seu personagem pessoalmente. As constantes reescritas também irritaram Brando e, como em muitas produções anteriores, ele se recusou a decorar as falas, por isso estava equipado com um pequeno receptor de rádio, para que seu assistente pudesse lhe dar suas falas enquanto ele se apresentava - técnica que ele usara em filmes anteriores. Thewlis lembra: "[Marlon] estaria no meio de uma cena e de repente ele pegava mensagens da polícia e repetia: 'Há um assalto na casa de Woolworth'". Enquanto isso, o atrito entre ele e Kilmer provocou a piada do primeiro: "Seu problema é que você confunde o tamanho do seu salário com o tamanho do seu talento". Após a conclusão da cena final de Kilmer, Frankenheimer teria dito à equipe: "Agora tire esse bastardo do meu set".
Stanley teria dito, de brincadeira, que o designer de produção do filme deveria queimar o cenário, mas quando Stanley desapareceu após sua demissão, a segurança foi aumentada caso ele estivesse realmente tentando sabotar o projeto. O próprio Stanley revelou mais tarde que ele havia realmente ficado na Austrália - sofrendo um colapso emocional total, ele se retirou para uma área remota na região de Cairns para se recuperar. Lá ele teve uma chance de se reunir com alguns dos ex-funcionários de produção do filme, que haviam sido contratados como extras e estavam acampados na área. Foi confirmado por essa mesma equipe de produção no documentário Lost Soul que, com a ajuda deles, Stanley secretamente voltou ao set por vários dias, disfarçado em traje completo como um dos homens-cachorro e atuou como um extra no filme que ele havia sido contratado originalmente para dirigir. Em entrevista recente, disse que só queria ver o que estavam fazendo com o seu longa. Também foi relatado que ele apareceu na festa de encerramento do filme, onde se deparou com Kilmer, que teria pedido desculpas profusamente pela remoção de Stanley do filme.
Devido aos muitos problemas com a produção e às evidentes tentativas contínuas de Brando e Kilmer para sabotá-la, as filmagens no local se estenderam de seis semanas a quase seis meses, e a atmosfera na produção se tornou quase um espelho da produção. o enredo do filme, com o elenco e a equipe sofredores se tornando cada vez mais alienados e hostis a suas co-estrelas rebeldes e seu diretor autoritário.

## Versão do diretor
Eventualmente, a versão do diretor foi lançado em DVD, estendendo o filme de 96 minutos para 100 minutos.

## Recepção
O filme foi recebido com críticas negativas; Atualmente, o Rotten Tomatoes classifica o filme com um "Rotten" de 24%, com base em 33 críticas. O filme arrecadou apenas US$49 milhões em todo o mundo com um orçamento de US$40 milhões, que, com despesas de marketing e outras, perderam dinheiro para o estúdio. Em um artigo escrito sobre a morte de Brando em 2004, o crítico Roger Ebert descreveu The Island of Dr. Moreau como "talvez o pior filme de [Brando]".
Mais tarde, The Island of Dr. Moreau recebeu seis indicações ao Framboesa de Ouro, incluindo o pior filme e o pior diretor, vencendo pior ator coadjuvante por Marlon Brando (Val Kilmer também foi indicado nesta categoria). No Stinkers Bad Movie Awards de 1996, Brando foi nomeado para o pior penteado na tela (que ele perdeu para Stephen Baldwin por Bio-Dome) e ganhou o pior ator coadjuvante. O filme também recebeu indicações para dois Prêmio Saturno: Melhor Filme de Ficção Científica e Melhor Maquiagem.